# Georgeta Narcisa Lecușanu
Georgeta Narcisa Lecușanu (* 14. September 1976 in Bacău, Kreis Bacău) ist eine rumänische Handballfunktionärin und ehemalige Handballspielerin.

## Vereinskarriere
Lecușanu spielte anfangs in ihrer Heimat bei Știința Bacău. Anschließend spielte die Rückraumspielerin beim mazedonischen Verein Kometal Gjorče Petrov Skopje, mit dem sie 1997 und 1998 die Meisterschaft gewann. 1998 wechselte Lecușanu nach Deutschland, wo sie für Borussia Dortmund und TV Lützellinden auf Torejagd ging. 2001 errang sie mit Lützellinden die Meisterschaft. Ab 2002 lief die Rechtshänderin für den dänischen Verein Ikast-Bording EH auf. Nachdem Lecușanu mit Ikast 2004 den Europapokal der Pokalsieger gewonnen hatte, wechselte sie zum Ligarivalen Aalborg DH. Ab 2006 warf Lecușanu ihre Tore für den rumänischen Verein CS Oltchim Râmnicu Vâlcea, mit dem sie 2007, 2008, 2009 und 2010 die Meisterschaft gewann.

## Auswahlmannschaften
Lecușanu bestritt 116 Länderspiele für die rumänische Nationalmannschaft, in denen sie 302 Treffer erzielte. Mit der rumänischen Auswahl wurde sie 2005 Vize-Weltmeisterin und nahm 2008 an den Olympischen Spielen teil. Sie gehörte zum Aufgebot ihres nationalen Verbandes bei der Weltmeisterschaft 2009 in China.

## Funktionärin
Lecușanu war ab 2011 als Direktorin der rumänischen Frauen-Nationalmannschaft tätig. Zwischen 2014 und 2016 war sie Vizepräsidentin des rumänischen Handballverbands. Zwischen Februar 2016 und Januar 2017 war sie als Staatssekretärin im Ministerium für Jugend und Sport tätig.
Georgeta Narcisa Lecușanu wurde im November 2021 ins Exekutivkomitee der Internationalen Handballföderation gewählt.

## Erfolge

### Vereine
- Mazedonische Meisterin: 1997, 1998
- Mazedonische Pokalsiegerin: 1997, 1998
- Deutsche Meisterin: 2001
- Dänische Vize-Meisterin: 2003
- Dänische Vize-Pokalsiegerin: 2003, 2004
- Rumänische Meisterin: 2007, 2008, 2009, 2010
- Rumänische Pokalsiegerin: 2007
- Europapokal-der-Pokalsieger-Siegerin: 2004, 2007
- Champions-Trophy-Siegerin: 2007
- Champions-League-Finalistin: 2010

### Nationalmannschaft
- Junioren-Weltmeisterin: 1995
- Vize-Weltmeisterin: 2005